# 639

## Esdeveniments
- Austràsia: Amb la mort de Dagobert I, el seu fill Sigebert III passa a ésser titular en solitari del tron d'Austràsia, amb vuit anys. El govern el durà el majordom de palau Pipí de Landen.
- Nèustria: Per la mort del seu pare Dagobert I, Clodoveu II, de quatre anys, esdevé rei de Nèustria i Borgonya.
- Regne de Toledo: Abans de morir, el rei visigot Khíntila aconsegueix que els nobles reconeguin el seu fill Tulga com a nou rei.
- Salona (Dalmàcia): Els àvars envaeixen tota la regió, ocupen la ciutat i la incendien.
- Síria: Els àrabs culminen l'ocupació de tota la província.
- Egipte: Els àrabs n'expulsen els perses i ocupen tot el país.
- Kanat dels Turcs Occidentals (Àsia central): El kan Yukukshad Irbis pren el lideratge amb la intenció de fer fora els xinesos i reunificar el kanat.
- Síria: Es declara la pesta a tota la regió i fins a Palestina. Causa més de 25.000 morts.
- Emmaús (Judea): Per l'epidèmia de pesta, la ciutat queda pràcticament despoblada, perdent la capitalitat.
- Medina (Aràbia): El califa Úmar ibn al-Khattab decreta que el calendari musulmà s'ha de comptar a partir de l'any de l'Hègira de Mahoma.

## Necrològiques
- 19 de gener, Saint-Denis, Nèustria: Dagobert I, rei merovingi.
- Síria: Abu-Ubayda ibn al-Jarrah, un dels deu principals sahaba del profeta Mahoma i governador de la regió, de la pesta.